# Larsen-Kanal
Der Larsen-Kanal ist eine 1,5 bis 5 Kilometer breite Wasserstraße zwischen D’Urville-Insel und Joinville-Insel vor dem nordöstlichen Ende der Antarktischen Halbinsel. Der Larsen-Kanal wurde 1902 von der Schwedischen Antarktisexpedition unter Otto Nordenskjöld entdeckt und nach Carl Anton Larsen, dem Kapitän des Expeditionsschiffs Antarctica benannt.